# Oxford, Mississippi
Oxford är administrativ huvudort i Lafayette County i Mississippi och säte för University of Mississippi. Orten fick sitt namn efter universitetsstaden Oxford i England. Oxford hade 18 916 invånare enligt 2010 års folkräkning.

## Kända personer från Oxford
- Phil Cohran, musiker
- Pepper Keenan, musiker